# Abdulaziz Al Sulaiti
Abdulaziz Al Sulaiti (Catar; 11 de junio de 1988) es un exfutbolista de Catar que jugaba en la posición de centrocampista.

## Carrera

### Club
| Periodo   | Club                  |
| --------- | --------------------- |
| 2005–2014 | Al-Arabi Doha         |
| 2014      | → Al Sadd SC (cedido) |
| 2014-2015 | El Jaish SC           |
| 2015-2016 | Al-Arabi Doha         |
| 2016-2017 | Al-Ahli Doha          |

### Selección nacional
Jugó para Catar en cinco ocasiones de 2009 a 2011 y anotó un gol en la victoria por 3-2 ante Indonesia el 11 de octubre de 2011 en Yakarta por la Clasificación de AFC para la Copa Mundial de Fútbol de 2014. Participó en la Copa Mundial de Fútbol Sub-17 de 2005 y en la Copa Asiática 2011.

## Logros
- Copa del Emir de Catar (1): 2014
- Copa del Jeque Jassem (4): 2008, 2010, 2011, 2014